# جوليان هوف
جوليان هوف ألكسندرا (بالإنجليزية: Julianne Hough)‏ ( ولدت 20 يوليه 1988) هي راقصة أمريكية ومغنية موسيقى ريف وممثلة. معروفة أكثر بظهورها في برنامج الرقص مع النجوم. قد رشحت لجائزة إيمي في 2007 لفئة تصميم الرقصات.